# Winston County (Alabama)
Winston County is een county in de Amerikaanse staat Alabama.
De county heeft een landoppervlakte van 1.591 km² en telt 24.843 inwoners (volkstelling 2000). De hoofdplaats is Double Springs.

## Bevolkingsontwikkeling

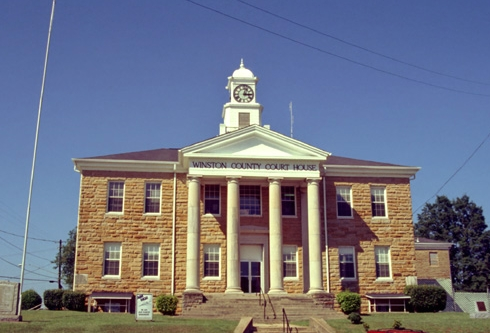
Winston County Courthouse